# Чупков Антон Михайлович
Антон Михайлович Чупков (рос. Антон Михайлович Чупков, нар. 22 лютого 1997, Москва, Росія) — російський плавець, бронзовий призер Олімпійських ігор 2016 року, чемпіон світу.

## Виступи на Олімпійських іграх
| Олімпіада | Дисципліна         | Місце |
| --------- | ------------------ | ----- |
| Ріо 2016  | 200 м брасом       | 3     |
| Ріо 2016  | 4×100 м комплексом | 4     |